# Jan Kodet
Jan Kodet (1. června 1910 Praha – 11. listopadu 1974 Praha) byl český sochař.

## Život
Pocházel z rodiny významného českého malíře a sochaře Emanuela Kodeta. V letech 1928–1931 studoval na Uměleckoprůmyslové škole u prof. Karla Dvořáka a poté v letech 1931–1935 na Akademii výtvarných umění v Praze u prof. Otakara Španiela, Byl členem Spolku výtvarných umělců Mánes (1933–1949). Navštívil Francii (1936), Dánsko, Norsko a Švédsko (1946), Holandsko (1947) a Maďarsko (1956).
Pokračovatelem rodinné výtvarné tradice je nyní jeho syn malíř Kristian Kodet, druhý syn herec Jiří Kodet pocházel z jeho manželství s herečkou Jiřinou Steimarovou.

## Dílo

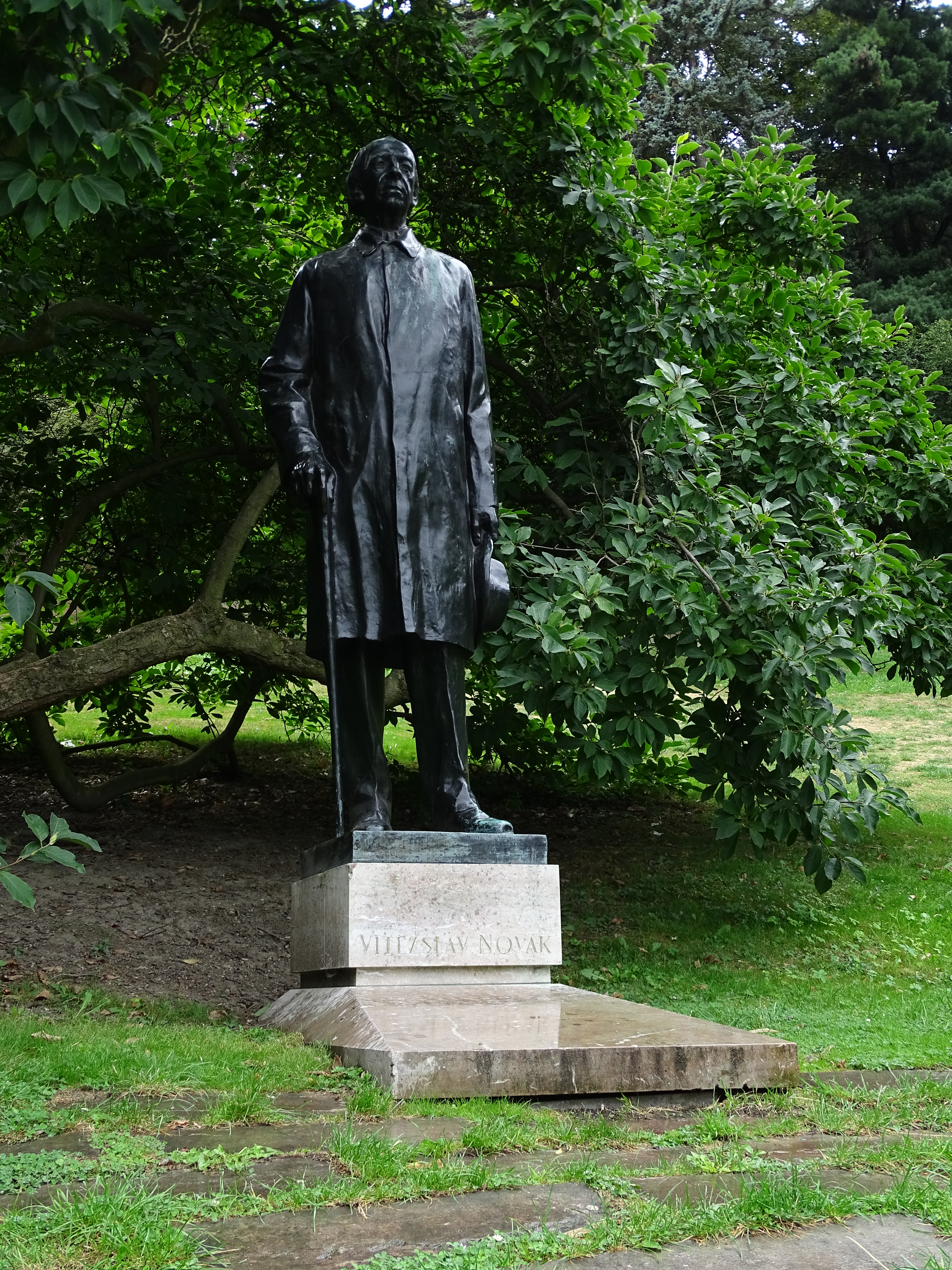
pomník Vítězslava Nováka, Petřín

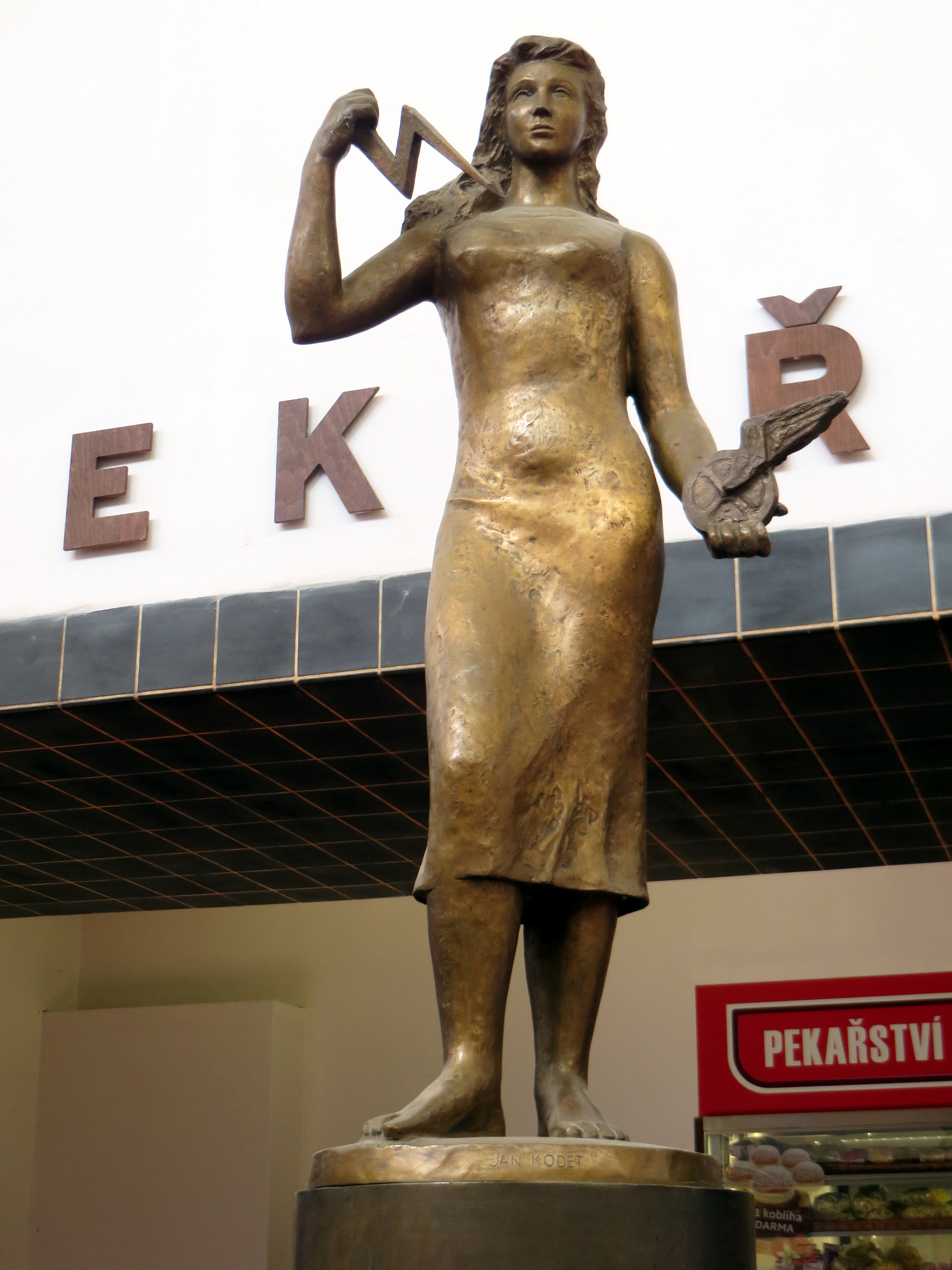
Socha Elektrifikace železnic v hale poděbradského nádraží

Ve své tvorbě byl velmi ovlivněn egyptským sochařstvím a značně inspirován dobovými uměleckými směry, zejména kubismem a poetismem. Soustředil se na lyrické ztvárňování lidské postavy, zejména často vytvářel různě stylizované ženské figury. Mezi jeho vůbec nejznámější díla patří pomník hudebního skladatele Vítězslava Nováka v pražských Petřínských sadech.

### Zastoupení ve sbírkách
- Národní galerie v Praze
- Alšova jihočeská galerie v Hluboké nad Vltavou
- Galerie hlavního města Prahy
- Galerie středočeského kraje v Kutné Hoře
- Galerie moderního umění v Hradci Králové
- Galerie moderního umění v Roudnici nad Labem
- Galerie umění Karlovy Vary
- Galerie výtvarného umění Klatovy/Klenová
- Krajská galerie výtvarného umění ve Zlíně
- Muzeum umění Olomouc
- Oblastní galerie v Liberci
- Oblastní galerie Vysočiny v Jihlavě
- Oblastní galerie výtvarného umění v Náchodě
- Severočeská galerie výtvarného umění v Litoměřicích
- Východočeská galerie v Pardubicích
- Západočeská galerie v Plzni
- Památník národního písemnictví